# 卡森带宽法则
在电信领域，卡森带宽法则通常被又来估计载波信道所需的带宽。在一个通讯系统中，“卡森带宽”定义了一个光滑频率调制的载波信号所要求的带宽。对于不光滑的频率调制，比如方波调制，由“卡森带宽法则”估计的带宽误差较大。“卡森带宽法则”由约翰·伦肖·卡森在1922年发表的文章中给出。